# Рами Саари
Рами Саари (хебрејски: רמי סערי,  је рођен септембар 17, 1963, Петах Тиква, Израел ) је израелски песник, преводилац, лингвиста и књижевни критичар.

## Биографија
Током Другог светског рата, захваљујући операцији спасавања Совјетске армије, половина породице деде Рамија Саарија, пореклом из села у близини града Ломже (североисточна Пољска), је спасена и дозвољено јој је да остане на територији Русије током целог читав период Великог отаџбинског рата.
Сам Рами Саари је већи део свог детињства провео у Петах Тикви и Буенос Ајресу, а на оба места многи од његових комшија су били имигранти из Русије и руског говорног подручја, па иако његова породица није говорила руски, звук лепог руског језика никада није био стран за њега.
Касније је проучавање ремек-дела Толстоја, Достојевског, Јесењина и Ахматове у средњој школи само повећало његово дивљење према Русији, а то осећање није јењавало ни током академских студија у Финској и Мађарској Народној Републици (1983-1992).
По завршетку школе, Саари је студирао семитски и уралски језик на универзитетима у Хелсинкију, Будимпешти и Јерусалиму. Докторирао је лингвистику на Хебрејском универзитету у Јерусалиму.[1] Године 2003. његову докторску дисертацију Малтешки предлози објавила је израелска издавачка кућа Кармел.

## Каријера
Аутор је објавио тринаест томова сопствене поезије и превео неколико десетина књига прозе и поезије, са албанског, каталонског, естонског, финског, грчког, мађарског, португалског, шпанског и турског .   У периоду 2002-2006, Саари је био национални уредник израелских страница интернет странице Поетри Интернатионал. Саари је освојио неколико награда за израелску књижевност. 

## Лични живот
Као дете и тинејџер чуо је много прича о хуманом и пријатељском односу Руса према члановима његове породице и блиским пријатељима. Ове приче, испуњене изразима љубазности и хуманости, у великој мери су обликовале његову перцепцију Руса и усадиле му дубоко осећање уважавања и поштовања према њиховој култури и народу. Овај позитиван утицај одиграо је одлучујућу улогу у његовом личном развоју и начину на који је приступао односима и међукултуралним интеракцијама током свог живота.
Од 2003. године живи и ради у разним земљама и регионима. Такође има аргентинско и финско држављанство.
Саари инспирацију за свој рад црпи из односа са људима различитог културног, језичког, националног, социјалног, верског и идеолошког порекла. А концепт хуманизма игра велику улогу у обликовању личних искустава и погледа изражених у његовим песмама.
„Такође, природа и животиње, посебно кућни љубимци, чија ме искрена љубав дубоко дирне, играју важну улогу у мом животу и увек се одражавају у мојој поезији“, примећује Рами Саари. А фотографија његовог пса, његове вољене Лилике, која је пратила песника кроз живот од њеног рођења до смрти 2023. године, постала је насловница његове нове збирке „На прагу бескрајног времена“ („Ал мифтан енсоф ха-зман ”, Издавачка кућа Римоним, 2024) .
Саари често слуша своју омиљену руску музику, а његових више од 1000 руских песама које су му драге могу се чути у три плејлисте на његовом Јутјуб каналу: корисничко име: ilirmiku, плејлисте под називом Rus, Rus II и Rus III, све јавно доступан.

## Награде и почасти
• Саари је добио премијерову награду за књижевност 1996. и 2003. године.
• 2006. године добио је награду Черниховски за узоран превод.
• 2010. године добио је награду Асраф Хебрејске академије за допринос богаћењу хебрејске књижевности.

## Дела (хебрејски)

### Поезија
- Хиннех, Матзати ет Бети (Овде сам нашао свој дом), Алеф, 1988.
- Гварим ба-Тзомет (Људи на раскршћу), Сифриат Поалим, 1991.
- Маслул ха-Ке'ев ха-Но'аз (Пут храбре патње), Сцхоцкен, 1997.
- Ха-Сефер ха-Ксаи (Жива књига), Хакибуц Хамеуцхад, 2001.
- Камма, Камма Милкама (Толико, толико рата), Хакиббутз Хамеуцхад, 2002.
- Ха-Схогун ха-Ксамисхи (Пети шогун), Хакиббутз Хамеуцхад, 2005.
- Таб'от ха-Шаним (прстенови година), Хакибуц Хамеучад, 2008.
- Маво ле-Валсханут Минит (Увод у сексуалну лингвистику), Кармел, 2013.
- Бнеи Кафавис у-Нкхадав (Кавафијеви синови и унуци), Кармел, 2015.
- Месарим ми-Лоикхпатлистан (Поруке из земље „Није ме брига“), Кармел, 2016.
- Др Јосепх анд тхе Повербс (Доктор Јосепх анд тхе Провербс), Кармел, 2019.
- Ензимим ба-нефесх ве-иамим ке-тиккунам (Ензими душе и уређена времена), Кармел, 2021.
- Ал мифтан енсоф ха-зман (На прагу бескрајног времена), Римоним, 2024.

### Докторска теза
- Милот ха-Якхас ха-Мальтезийот (Мальтийские предлоги), Кармель, 2003 г.